# Nøgle
 For alternative betydninger, se Nøgle (flertydig). (Se også artikler, som begynder med Nøgle)
En nøgle til en lås bruges til at forhindre uvedkommende adgang til steder, hvor man ikke ønsker åben adgang, både i det private og det offentlige rum. Specielt kan nævnes steder, der rummer fare, hemmelige informationer osv.
Brugen af låse med nøgler kan spores mange hundrede år tilbage, blandt andet i det gamle Kina har man fundet meget tidlige låsemekanismer, ligesom man i middelalderen brugte låse til byporte, kyskhedsbælter og meget andet.
I dag låses mange ting af, både bygninger, biler, skabe, pladser, skraldebøtter og alt, hvad fantasien ellers kan vise, at folk måske gerne vil have adgang til.
Typisk skelnes mellem en hængelås og en dørlås, hvor hængelåsen kan flyttes efter behov, mens dørlåsen er indbygget i eller ved siden af døren. Gennem tiden har mange dygtiggjort sig i at forfalske nøgler eller dirke mindre avancerede låse op, hvorfor udviklingen af nye nøglesystemer er i fortsat udvikling, både hvad angår nye nøgletyper og hvad angår alternativer til traditionelle nøgler. Således anvender man mange steder i virksomheder nøglekort eller nøglebrikker, der med en magnetstrimmel eller en chip låser en dør op, når den rigtige pinkode indtastes.

## Galleri
- Diverse nøgler
- princippet i en almindelig nøglelås
- Hængelås fra vikingetiden, fundet i Sverige
- Hængelås med nøgler